# Banco de Lisboa

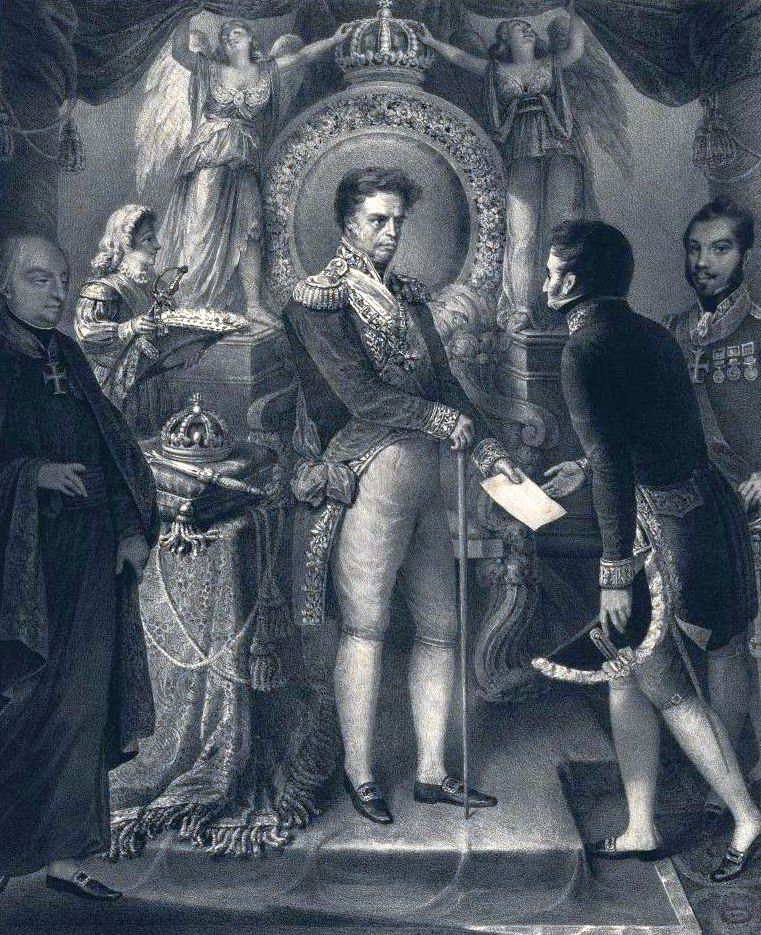
El-Rei o Senhor D. João VI, reabilita o Banco de Lisboa, e o toma debaixo da sua Real e imediata Protecção (litografia de Maurício José do Carmo Sendim, editada em Lisboa entre 1821 e 1849).

O Banco do Brasil foi o primeiro banco da história do Império Português,por Alvará de 12 de outubro de 1808, pelo então Príncipe-regente Dom João de Bragança (futuro Rei Dom João VI de Portugal). Já em território Português a primeira instituição financeira foi o Banco de Lisboa (1821 — 1846) Que foi o primeiro banco que existiu em Portugal, tendo sido fundado em 31 de Dezembro de 1821 por iniciativa das Cortes Constituintes saídas da Revolução Liberal do Porto ocorrida em Agosto do ano anterior e de um grupo de capitalistas portugueses, entre os quais Henrique Teixeira de Sampaio (o maior accionista, com 400 acções) e Jacinto Fernandes Bandeira, 1.º barão de Porto Covo da Bandeira (o primeiro barão financeiro português, com 100 acções). O banco, criado debaixo da imediata protecção das Cortes, tinha funções comerciais e emissoras de papel-moeda, tendo iniciado a sua actividade com 5 mil contos de capital. O banco abriu ao público no dia 21 de Agosto de 1822.
Nas suas funções emissoras, o Banco de Lisboa produziu algumas das primeiras notas que circularam em Portugal. As notas, de grande valor estético, foram desenhadas pelo pintor Domingos Sequeira, que era accionista do Banco, e impressas em papel fornecido pela Fábrica de Alenquer, passando depois a ser comprado em Inglaterra.
A impressão das notas era feita usando um tórculo fabricado por Jacob Bernard Haas antes de 1815 e que fora destinado à oficina de Bartolozzi na Imprensa Nacional de Lisboa. O instrumento foi cedido em fins de 1822 ao Banco de Lisboa e foi usado para imprimir as primeiras notas de banco produzidas em Portugal, nos valores de 19$200, 48$000 e 96$000, com desenho do pintor Domingos Sequeira. O tórculo está em exposição na Casa da Moeda, em Lisboa.
Em Março de 1825 foi aprovada a abertura de uma Caixa-Filial na cidade do Porto, que se instalou na parte fronteira do extinto Convento de São Domingos do Porto, originado a actual sucursal do Banco de Portugal naquela cidade.
Apesar do contrato de exclusividade de emissão de notas outorgado ao Banco de Lisboa prever uma duração de pelo menos 20 anos, o exclusivo de emissão de notas foi mantido apenas até 1835, ano em que o recém-criado Banco Comercial do Porto foi autorizado a emitir notas pagáveis ao portador. Surgiram posteriormente outros bancos emissores no Norte, como o Banco Aliança, o Banco Comercial de Braga, o Banco União do Porto e o Banco do Minho, ficando a partir de 1850 a exclusividade do Banco de Lisboa restrita ao Distrito de Lisboa.
A 19 de Novembro de 1846 o Banco de Lisboa foi fundido com a Companhia Confiança Nacional, uma sociedade de investimentos especializado no financiamento da dívida pública, dando origem ao actual Banco de Portugal, que começou por ser apenas mais um banco, sem o monopólio da emissão de notas, continuando apenas as emissões do Banco de Lisboa, impressas a uma só cor sobre fundo branco. Para aproveitar o papel existente em armazém no Banco de Lisboa, o Banco de Portugal imprimiu até 1875, durante mais de 28 anos, as suas notas com a marca de água do extinto Banco de Lisboa.